# Tomentella angulospora
Tomentella angulospora är en svampart som beskrevs av M.J. Larsen 1975. Tomentella angulospora ingår i släktet Tomentella och familjen Thelephoraceae.   Inga underarter finns listade i Catalogue of Life.